# Heterachthes similis
Heterachthes similis là một loài bọ cánh cứng trong họ Cerambycidae.